# Braunsapis bouyssoui
Braunsapis bouyssoui là một loài Hymenoptera trong họ Apidae. Loài này được Vachal mô tả khoa học năm 1903.
Loài này phân bố ở Zimbabwe.